# Vitkindad skogssångare
Vitkindad skogssångare (Setophaga striata) är en fågel i familjen skogssångare inom ordningen tättingar. Bland tättingarna har vitkindad skogssångare rekordet i att flyga non-stop över hav, nästan hela 300 mil över Atlanten från häckningsplatser i Nordamerika till övervintringsområden i Sydamerika.

## Kännetecken
Vitkindad skogssångare är en medelstor (12–13 centimeter), kortstjärtad och långvingad skogssångare med tunn spetsig näbb.
I häckningsdräkt är hanen praktfullt distinkt svartvit med en svart hätta och vita kinder inramade av ett svart mustaschstreck. Häckande honor är svart-, vit- och gråstrimmiga. Båda könen orangegula ben och två vita vingband. I slutet på sommaren ruggar de till en mycket annorlunda höstdräkt: gröngul ovan, blekgult ansikte med svart ögonstreck, mörkstreckad rygg och svagt strimmig undersida.

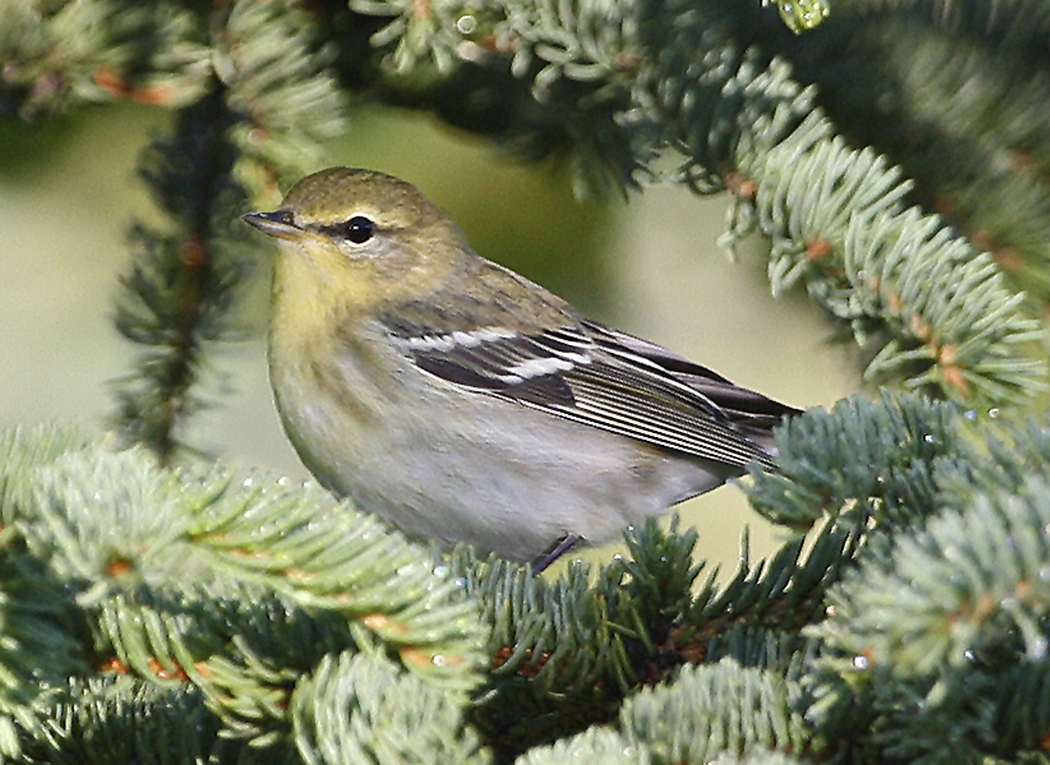
Vitkindad skogssångare i höstdräkt.

Sången är en av fågelvärldens mest högfrekventa, till och med upp till 10 kHz, en serie staccatotoner som pågår i cirka tre sekunder. Locklätet är ett distinkt "tsipp".

## Utbredning och systematik
Arten häckar i Alaska och Kanada och övervintrar från Colombia till Peru och västra Amazonområdet i Brasilien. Fågeln är den skogssångarart som påträffats oftast i Europa, bland annat i alla nordiska länder utom Sverige och uppemot ett 50-tal tillfällen i Storbritannien.

### Släktestillhörighet
Tidigare placerades den tillsammans med ett stort antal andra arter i släktet Dendroica. DNA-studier visar dock att rödstjärtad skogssångare (Setophaga ruticilla) är en del av denna grupp. Eftersom Setophaga har prioritet före Dendroica inkluderas numera alla Dendroica-arter i Setophaga.

## Ekologi och beteende

### Biotop och föda
Vitkindad skogssånfgare häckar huvudsakligen i skogar med gran och kanadalärk, men också i ung barrskog och al- eller pilsnår. Där livnär den sig av insekter som den plockar bland barr, löv och bark, huvudsakligen från ögonhöjd och uppåt. Under höstflyttningen intar den också bär från bland annat kaprifol, amerikanskt kermesbär och idegran.

### Häckning
Honan bygger ett skålformat bo av kvistar och lav som placeras intill en trädstam från en halv meter över marken till tio meter upp. Hon lägger en till två kullar med tre till fem ägg som ruvas i elva till tolv dagar.

### Flyttning
Vitkindad skogssångare flyttar längre non-stop än någon annan tätting, nästan 300 mil över öppet vatten från norra Nordamerika till Sydamerika. Inför flyttningen äter den upp sig till dubbla kroppsvikten för att klara av sträckan.

## Status och hot
Fram till och 2017 kategoriserade internationella naturvårdsunionen IUCN arten som livskraftig (LC). I 2018 års rödlista ändrades dock dess hotstatus till nära hotad. Även om den är fortfarande en mycket vanlig fågel med 60 miljoner häckande individer har den förlorat 88 % av sitt bestånd på 40 år.